# NGC 5406
NGC 5406 é uma galáxia espiral barrada (SBbc) localizada na direcção da constelação de Canes Venatici. Possui uma declinação de +38° 54' 55" e uma ascensão recta de 14 horas, 00 minutos e 20,1 segundos.
A galáxia NGC 5406 foi descoberta em 16 de Maio de 1787 por William Herschel.